# Tethina thula
Tethina thula är en tvåvingeart som beskrevs av Mitsuhiro Sasakawa 1986. Tethina thula ingår i släktet Tethina och familjen Canacidae. Inga underarter finns listade i Catalogue of Life.